# ウンベルト・ソーサ
ウンベルト・ソーサ・アウマーダ（Humberto Sosa Ahumada, 1985年10月13日 - ）は、メキシコ合衆国ベラクルス州ベラクルス出身のプロ野球選手（捕手）。右投右打。現在はメキシカンリーグのユカタン・ライオンズに所属している。

## 経歴
2010年はメキシカンリーグのミナティトラン・オイラーズでプレー。
2012年からメキシカンリーグのベラクルス・レッドイーグルスでプレー。
2015年オフの11月に第1回WBSCプレミア12のメキシコ代表に選出された。大会ベストナインにも選出された。
2016年3月11日に第4回WBC予選のメキシコ代表に選出されたことが発表された。同大会ではメキシコ代表は本戦出場を決めている。4月25日にユカタン・ライオンズへトレードで移籍した。
オフの10月18日に「侍ジャパン 野球オランダ代表 野球メキシコ代表 強化試合」のメキシコ代表に選出されたが、11月2日に辞退した。

## 詳細情報

### 表彰
国際大会
- WBSCプレミア12 ベストナイン：1回 （2015年）

### 代表歴
- 2015 WBSCプレミア12 メキシコ代表
- 2017 ワールド・ベースボール・クラシック予選 メキシコ代表
- 2019 WBSCプレミア12 メキシコ代表